# مقاطعة همفريز (تينيسي)
مقاطعة همفريز (بالإنجليزية: Humphreys County, Tennessee)‏ هي إحدى مقاطعات ولاية تينيسي في الولايات المتحدة. ، بلغ عدد سكانها 18538 نسمة في عام 2010 حسب إحصاء مكتب تعداد الولايات المتحدة .

## أعلام
- كلارنس دبليو. تورنر
- دانيال ويب

## وصلات خارجية
- http://www.humphreystn.com